# I. Fliegerkorps
O I. Fliegerkorps foi um corpo da Luftwaffe durante a Segunda Guerra Mundial.
Foi formado no dia 11 de Outubro de 1939 em Köln a partir da 1. Flieger-Division. No período entre 26 de Agosto de 1942 e 17 de Fevereiro de 1943 o I. Fliegerkorps ficou conhecido como Luftwaffenkommando Don.
No dia 4 de Abril de 1945 foi provavelmente redesignado para 18. Flieger-Division.

## Kommandierender General
| Comandante                             | Data                                         |
| -------------------------------------- | -------------------------------------------- |
| Generaloberst Ulrich Grauert           | 11 de Outubro de 1939 - 15 de Maio de 1941   |
| General Helmuth Förster                | 3 de Junho de 1941 - 23 de Agosto 1942       |
| General Günther Korten                 | 24 de Agosto de 1942 - 11 de Junho de 1943 * |
| Generalleutnant Alfred Mahnke (acting) | 1 de Abril de 1943 - 25 de Junho de 1943     |
| Generalleutnant Karl Angerstein        | 26 de Junho de 1943 - 6 de Novembro de 1943  |
| General Paul Deichmann                 | 7 de Novembro de 1943 - 3 de Abril de 1945   |

## Chef des Stabes
- Oberst Rudolf Meister, 18 de Dezembro de 1939 - 22 de Junho de 1940
- Generalmajor Walter Boenicke, 22 de Junho de 1940 - 8 de Novembro de 1941
- Oberst Werner Kreipe, 8 de Novembro de 1941 - 25 de Outubro de 1942 *
- Oberst Klaus Uebe, 25 de Outubro de 1942 - 24 de Agosto de 1943 *
- Obstlt Erhart Kraft von Delmensingen, 24 de Agosto de 1943 -?

## Bases do QG
| Outubro de 1939 - Maio de 1940                | Köln              |
| 27 de Maio de 1940                            | Havrincourt       |
| 1 de Julho de 1940 - Junho de 1941            | Beauvais          |
| Junho de 1941 - Julho de 1941                 | Gumbinnen         |
| Julho de 1941 - Setembro de 1941              | Schaulen          |
| Setembro de 1941 - 19 de Julho de 1942        | Roupti, near Luga |
| 19 de Julho de 1942 - 26 de Agosto de 1942    | Poltava           |
| 26 de Agosto de 1942 - Dezembro de 1942       | Kharkov           |
| Dezembro de 1942                              | Starobelsk        |
| 31 de Março de 1943 - 14 de Outubro de 1943   | Simferopol        |
| 14 de Outubro de 1943 - Novembro de 1943      | Nikolayev         |
| Novembro de 1943 - Dezembro de 1943           | Simferopol        |
| Dezembro de 1943 - Fevereiro de 1944          | Kirovograd        |
| Fevereiro de 1944 - 14 de Março de 1944       | Pervomaisk        |
| 14 de Março de 1944 - 16 de Março de 1944     | Grijowe           |
| 16 de Março de 1944 - 5 de Abril de 1944      | Odessa            |
| 6 de Abril de 1944 - Agosto de 1944           | Focsani           |
| Agosto de 1944 - 14 de Setembro de 1944       | Görgenyoroszfalu  |
| 14 de Setembro de 1944 - Outubro de 1944      | Goergeny          |
| Outubro de 1944 - 1 de Novembro de 1944       | Nyiregyhaza       |
| 1 de Novembro de 1944 - 1 de Dezembro de 1944 | Abaujezanto       |
| 1 de Dezembro de 1944 - Janeiro de 1945       | Budapest          |
| Janeiro de 1945 - 22 de Fevereiro de 1945     | Veszprem          |
| 23 de Fevereiro de 1945 - Março de 1945       | Steinamanger      |
| Março de 1945 - Abril de 1945                 | Wels              |

## Subordinação
| 21 de Outubro de 1939 - 15 de Maio de 1940 | Luftflotte 3 |
| 15 de Maio de 1940 - Agosto de 1940        | Luftflotte 2 |
| Agosto de 1940 - Junho de 1941             | Luftflotte 3 |
| Junho de 1941 - 19 de Julho de 1942        | Luftflotte 1 |
| 19 de Julho de 1942 - 4 d Abril de 1945    | Luftflotte 4 |

## Serviço de Guerra
Controlou as seguintes unidades durante a Guerra.
- Seefliegerführer Schwarzes Meer, 4.44 - 8.44
- Jagdabschnittsführer Ungarn, 10.44 - 1.45
- Fliegerführer 102 (ungarische), 1944 - 45
- Verbindungsstaffel/I. Fliegerkorps (Fi 156),? - 4.45
- Kurierstaffel/I. Fliegerkorps (Fw 58, Go 145, He 72), 1941 -?
- Flugbereitschaft/I. Fliegerkorps (Bf 108, Bü 131, Fh 104, Fi 156, Fw 189 and W.34), 11.39 - 4.45
- Luftnachrichten-Regiment 31